# Лансон, Альфред Дезире
Альфред Дезире Лансон (фр. Alfred-Désiré Lanson; 11 марта 1851[…], Орлеан — 3 апреля 1898, Париж) — французский скульптор и медальер.

## Биография
Родился в 1851 году в Орлеане в семье гончара. 
Учился ремеслу скульптора в Высшей школе изящных искусств Парижа, где его наставниками были Пьер Луи Руйяр, Франсуа Жуффруа и Эме Милле.
В 1870 году дебютировал на ежегодном Парижском салоне, и в дальнейшем выставлялся там регулярно, причём в 1875 за гипсовую статую Дианы был награждён медалью Салона третьей степени. 
В 1876 году получил Римскую премию в области скульптуры первой степени (за горельеф «Ясон, похищающий золотое руно»), после чего, по условиям премии, получил возможность отправиться в Рим, где вплоть до 1880 года жил и учился во Французской академии на Вилле Медичи.
Вскоре после возвращения в Париж, на Салоне 1880 года был награждён золотой медалью. 
На Всемирной выставке 1889 года завоевал главный приз. 
Кавалер (1882), а затем — офицер (1895) ордена Почетного легиона.
В последние годы жизни предпочитал выставляться на Салоне французских художников.
Скончался скульптор Лансон в 1898 году в Париже.

## Галерея

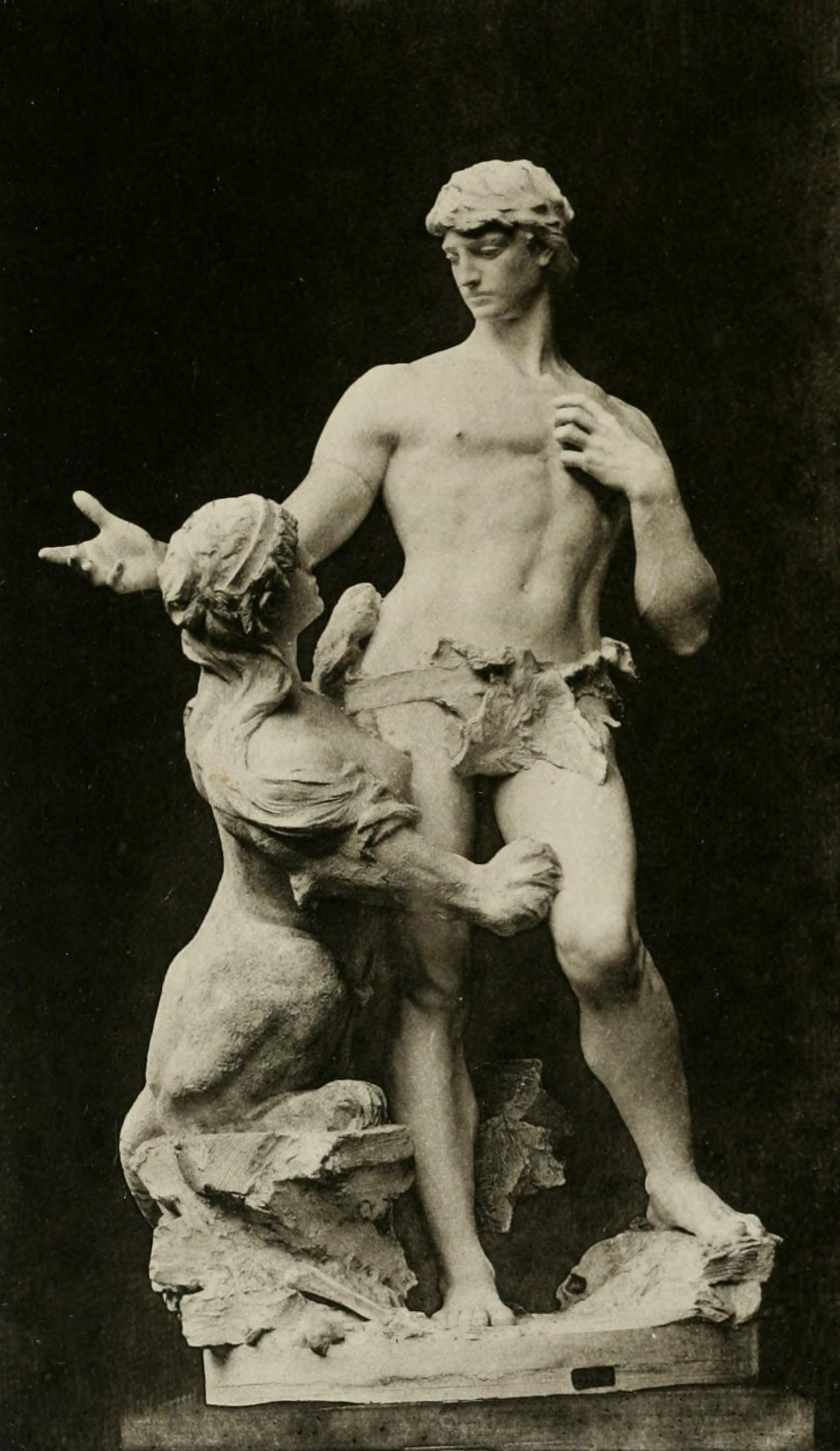
Сфинкс (Парижский салон 1884 года)
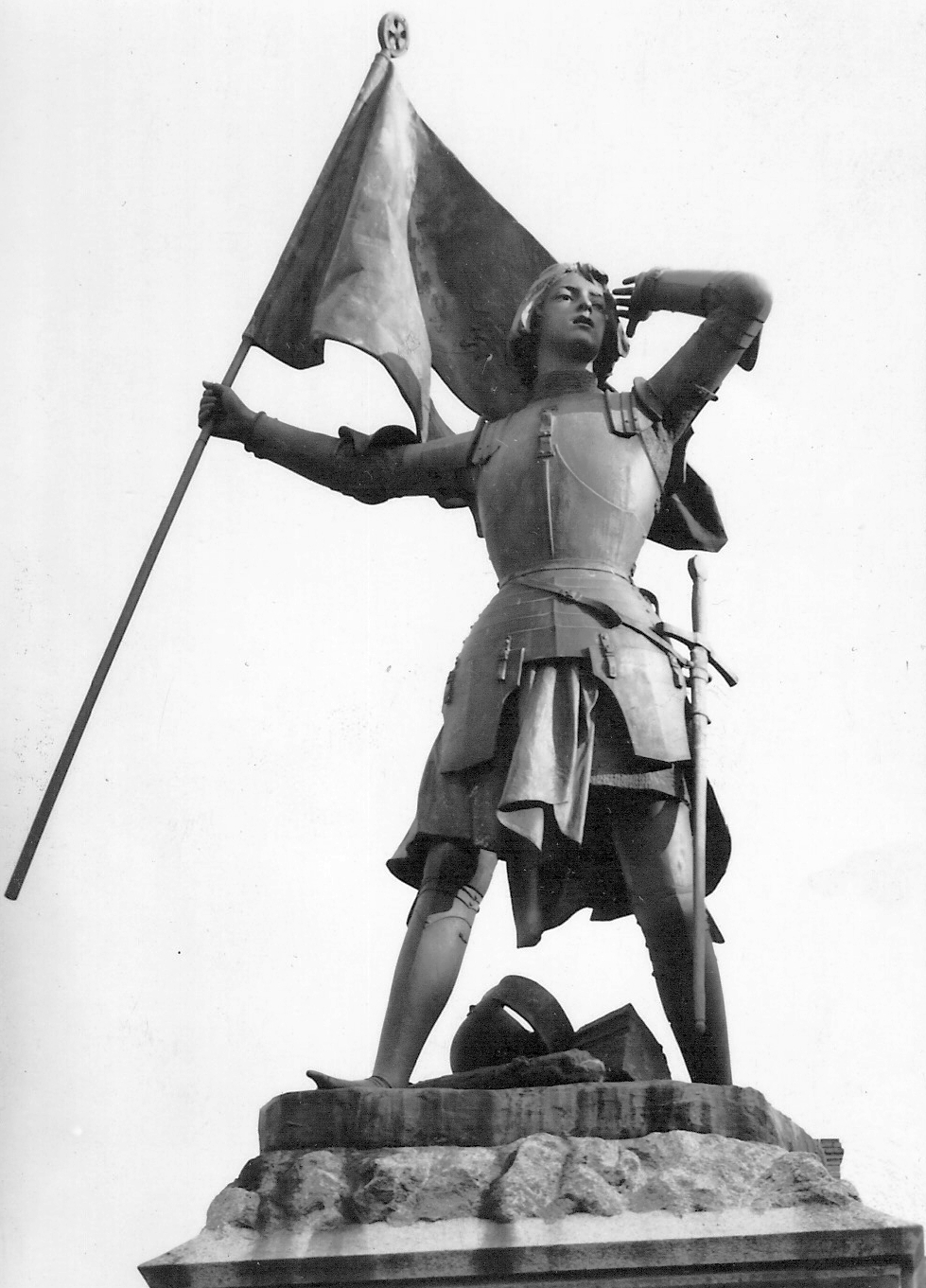
Памятник Жанне д’Арк (1895), Жаржо
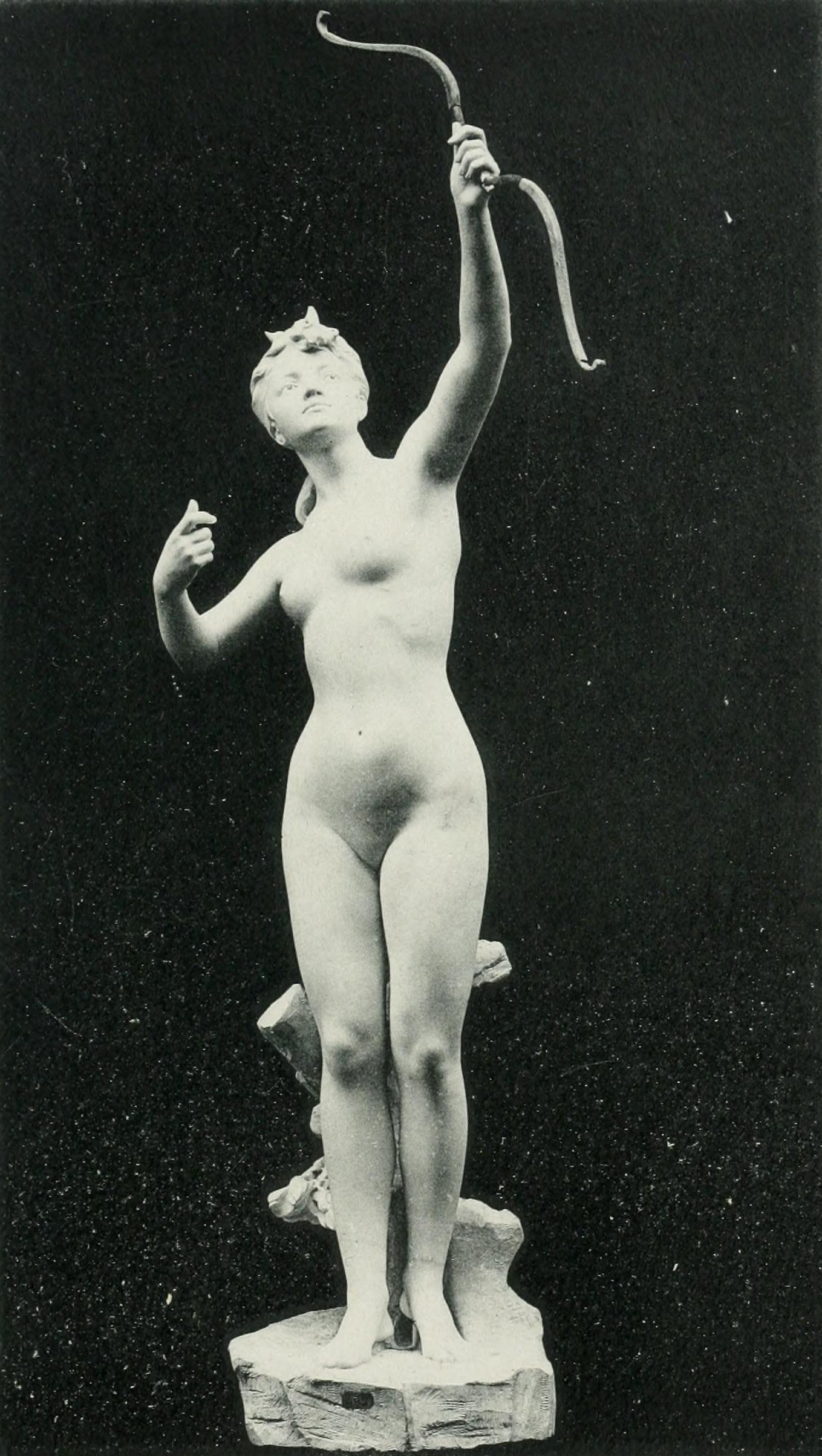
Диана, стреляющая из лука. Всемирная выставка 1897 года в Брюсселе
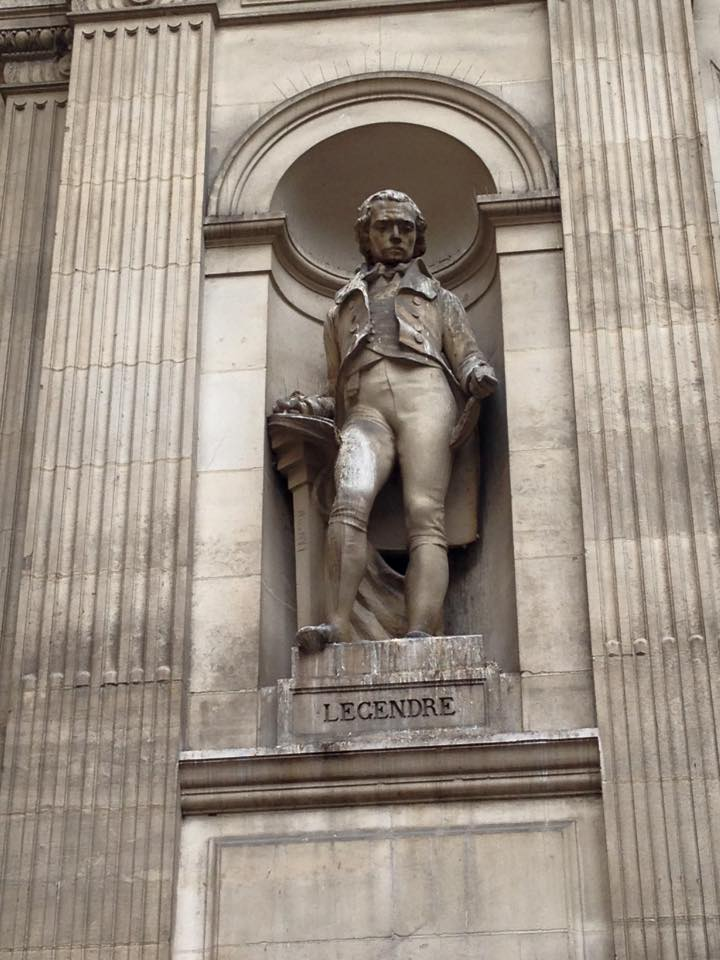
Математик Адриен Мари Лежандр, Парижская ратуша (фасад)
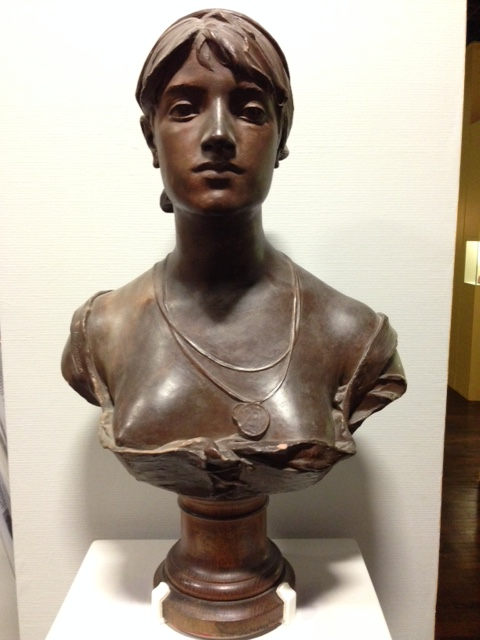
Девушка из Арагона, Музей изящных искусств, Орлеан
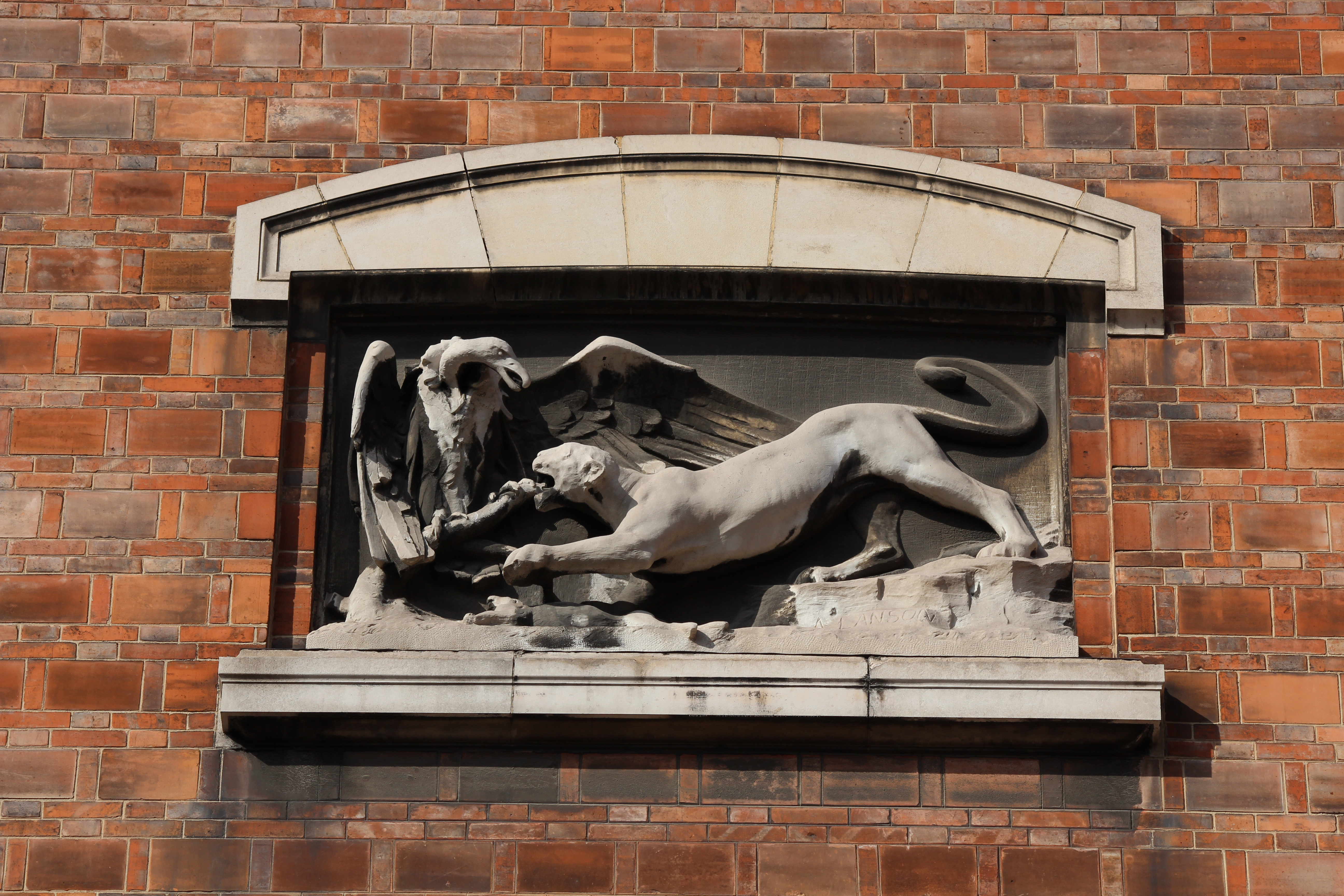
Гриф и львица. Фасад Палеонтологического музея, Париж